# Soufiane Borite
Soufiane Borite (en arabe : سفيان بوريط), né le 11 décembre 1992 à Kénitra (Maroc), est un joueur de futsal international marocain.

## Biographie

### Carrière en club

#### Formation à la Ville Haute de Kénitra (2013-2020)
Soufiane Borite se forme à la Ville Haute de Kénitra (AVHK), avec qui il évolue jusqu'en 2020.
Avec l'AVHK, il ne remporte pas de titre mais termine deux fois finaliste de la Coupe du Trône, en 2018 et 2019.

#### Bref passage au Feth Settat (2019)
Alors qu'il évolue toujours avec l'AVHK, Soufiane Borite participe, exceptionnellement avec le Feth Settat, à la Coupe intercontinentale de futsal qui a lieu à Bangkok à l'inter-saison 2019 à l'issue de laquelle le club marocain, qui représente le continent africain, ne parvient pas à franchir la phase de poule avec deux défaites face au Boca Junior (3-0) et Bluewave Chonburi (4-2),.

#### Avec le Chabab Mohammédia (2020-2021)
Après avoir fait le bonheur de la Ville Haute de Kénitra pendant plusieurs saisons, il rejoint en novembre 2020 le Chabab Mohammédia (SCCM) qui vient d'être fondé après la fusion par absorption de l'Athletico Kénitra.
Il ne reste qu'une saison au SCCM avec lequel il remporte le championnat national en 2021 ainsi que la Coupe du Trône la même année.

#### Expérience à l'étranger au FC Kemi (2021-)
Soufiane Borite décide de quitter sa zone de confort et le Maroc pour rejoindre la Finlande et s'engager avec le FC Kemi.
Lors de la première saison, il termine vice-champion de Finlande après avoir remporté la saison régulière. Son équipe s'est inclinée en demi-finale des play-offs. Il dispute cette saison un total de 25 matchs pour 12 buts marqués.
Il poursuit son aventure avec le FC Kemi la saison qui suit durant laquelle il évolue avec son frère, Anas.
Comme lors de la première saison, son équipe termine première au classement de la saison régulière et valide son ticket pour les play-offs. Mais cette fois-ci le FC Kemi atteint la finale et termine vice-champion de Finlande (finale perdue contre le Dynamo Kady : 3 manches à 1).
Même chose pour l'exercice qui suit, 2023-2024, qui voit le club s'incliner en finale des play-offs, face à l'AKAA futsal. Durant cette saison, Soufiane Borite dispute un total de 29 matchs en étant impliqué sur 43 buts (21 buts marqués).

### En équipe nationale
Soufiane est régulièrement sélectionné en équipe du Maroc depuis 2015.

#### CAN 2016 et premier sacre marocain
Il est sélectionné par Hicham Dguig pour participer à la CAN qui a lieu en avril 2016 en Afrique du sud. Compétition que le Maroc remporte pour la première fois de son histoire après s'être imposé en finale devant l'Égypte tenante du titre (3-2). Ce titre permet aux Marocains de se qualifier pour la Coupe du monde qui a lieu la même année en Colombie.

#### Coupe du monde 2016 en Colombie
Il dispute la Coupe du monde 2016 à l'issue de laquelle le Maroc sort au premier tour en s'inclinant lors des trois matchs de poule dans un groupe composé de l'Iran, de l'Espagne et de l'Azerbaïdjan.

#### CAN 2020: Le Maroc sacré pour la deuxième fois
Après avoir pris part à la préparation pour la CAN 2020, il est sélectionné dans la liste des 24 de Hicham Dguig pour disputer la phase finale du tournoi qui voit le Maroc triompher pour la deuxième fois consécutive.

#### Coupe arabe 2021 et premier titre du Maroc
Après avoir remporte la CAN une nouvelle fois, le Maroc et Soufiane Borite disputent la Coupe arabe de futsal en Égypte durant le mois de mai 2021. Compétition que les Marocains remportent pour la première fois après s'être imposé en finale face au pays organisateur (4-0). Soufiane Borite inscrit deux buts lors de cette édition, un contre les Emirats Arabe unis et un autre en demi-finale contre le Bahreïn.

#### Parcours historique du Maroc au Mondial 2021
Le 4 septembre 2021, la fédération marocaine annonce la liste des joueurs qui iront disputer la Coupe du monde en Lituanie. Soufiane Borite est retenu par Dguig pour défendre les couleurs marocaines.
Avant d'entamer la Coupe du monde, qui devait initialement se dérouler en 2020 (report en raison de la pandémie de Covid-19), Borite participe à deux rencontres amicales, les 6 et 7 septembre 2021 respectivement face au Vietnam et au Japon, deux sélections asiatiques dont la culture futsal se rapproche de celle de la Thaïlande qui figure dans le groupe du Maroc au Mondial 2021. Les Marocains gagnent le premier match (2-1), mais perdent le second contre leurs homologues japonais (3-0).
Soufiane Borite dispute l'ensemble des matchs à la Coupe du monde. Un parcours du Maroc qui reste inédit puisque ce dernier franchit dans un premier temps le premier tour pour la première fois de son histoire. Après avoir éliminé le Venezuela, le Maroc se fait sortir en quart de finale par le Brésil (1-0).
Marocains et Brésiliens se retrouvent en novembre 2021 pour une double confrontation à Laâyoune. Le Maroc remporte la première manche (3-1) et s'incline lors de la seconde (2-0).
En mars 2022, le Maroc dispute une double confrontation face au Bahreïn à Manama. Deux matchs amicaux qui se terminent sur deux victoires marocaines (5-1) le 2 mars, puis (2-0) le lendemain.
Le Maroc reçoit l'Argentine à Rabat pour une double confrontation amicale dont participe Borite. Le premier match se solde par une victoire marocaine (4-3) puis le second par un succès argentin (3-2).
Dans le cadre des préparations pour la Coupe arabe 2022, le Maroc reçoit son homologue comorien pour deux rencontres amicales les 4 et 6 juin 2022 au Complexe Mohammed VI. Les deux matchs amicaux se terminent par des victoires marocaines (4-1 puis 8-0). Sofiane Bourite inscrit un doublé lors de la seconde rencontre.
Borite est de nouveau sélectionné par Dguig pour participer à la Coupe arabe de futsal 2022 qui a lieu en Arabie Saoudite au mois de juin 2022. Les Marocains parviennent à conserver leur titre en s'imposant en finale face aux Irakiens (3-0).

#### Préparations à la CAN 2024
Il est sélectionné pour participer au mois de mars 2023 à deux doubles confrontations amicales, contre l'Irak et l'Estonie. Il est buteur lors du premier match contre l'Irak (victoire marocaine, 5-2) et de la première rencontre face à l'Estonie (victoire marocaine, 11-0),.
Le mois qui suit, Hicham Dguig le convoque pour participer à un tournoi international organisé par la FRMF qui voit la participation de la France, la Croatie et le Japon. Il dispute les matchs contre les Japonais (victoire marocaine, 3-2) et les Croates (3-3),.
Dans le cadre des préparations à la Coupe arabe 2023, Soufiane Borite est convoqué pour une double confrontation amicale face à la Slovaquie les 27 et 29 mai au Complexe Mohammed VI. Le premier match se solde par une victoire marocaine (3-0).
Sélectionné pour la Coupe arabe du 6 au 16 juin 2023 à Djeddah (Arabie saoudite), il participe à l'ensemble des matchs de la compétition qui voit le Maroc remporter le titre pour la 3e fois. Il est buteur en finale contre le Koweït.

### Statistiques détaillées en club
| Saison                | Club                  | Championnat           | Championnat | Championnat | Championnat | Coupe(s) nationale(s) | Coupe(s) nationale(s) | Coupe(s) nationale(s) | Total | Total | Total |
| Saison                | Club                  | Division              | M.          | B.          | P.d.        | M.                    | B.                    | P.d.                  | M.    | B.    | P.d.  |
| 2020-2021             | Chabab Mohammédia     | Division 1            | 17          | 3           | 3           | 5                     | 1                     | 2                     | 22    | 4     | 5     |
| Sous-total            | Sous-total            | Sous-total            | 17          | 3           | 3           | 5                     | 1                     | 2                     | 22    | 4     | 5     |
| 2021-2022             | FC Kemi               | Division 1            | 25          | 12          | 8           | -                     | -                     | -                     | 25    | 12    | 8     |
| 2022-2023             | FC Kemi               | Division 1            | 32          | 9           | 14          | -                     | -                     | -                     | 32    | 9     | 14    |
| 2023-2024             | FC Kemi               | Division 1            | 29          | 21          | 22          | -                     | -                     | -                     | 29    | 21    | 22    |
| 2024-2025             | FC Kemi               | Division 1            | 1           | 0           | 2           | -                     | -                     | -                     | 1     | 0     | 2     |
| Sous-total            | Sous-total            | Sous-total            | 87          | 42          | 46          | -                     | -                     | -                     | 87    | 42    | 46    |
| Total sur la carrière | Total sur la carrière | Total sur la carrière | 104         | 45          | 51          | -                     | -                     | -                     | 104   | 45    | 51    |

### Statistiques en sélection marocaine
Le tableau suivant liste les rencontres de l'équipe du Maroc auxquelles Soufiane Borite a pris part :

## Palmarès
| AVH Kénitra                                         | SCC Mohammedia (2)                                                                          | FC Kemi                                                    | Équipe du Maroc (9) |
| --------------------------------------------------- | ------------------------------------------------------------------------------------------- | ---------------------------------------------------------- | --- |
| - Coupe du Trône : - Finaliste : 2017-18 et 2018-19 | - Championnat du Maroc (1) : - Champion : 2021 - Coupe du Trône (1) : - Vainqueur : 2019-20 | - Championnat de Finlande : - Vice-champion : 2023 et 2024 | - Coupe d'Afrique des nations (3) - Champion : 2016, 2020 et 2024 - Coupe arabe des nations (3) - Champion : 2021, 2022 et 2023 - Tournoi international de Poreč (1) - Vainqueur : 2020 - Tournoi international de Rabat (1) - Vainqueur : 2023, - Tournoi international de Croatie (1) - Vainqueur : 2023 |